# Gránický potok
Gránický potok (historicky též Hradnice) je malý vodní tok v okrese Znojmo, levý přítok Dyje. Je dlouhý asi 13,5 km a překonává převýšení 200 metrů.
Pramení v polích severně od Lukova, teče zhruba východním směrem do Bezkova, načež se zahlubuje do zalesněného údolí s několika výraznými zaklesnutými meandry. Protéká jižním okrajem Citonic a dále na jihovýchod do města Znojma, kde vytváří lesnatý kaňon (tzv. Gránické údolí) oddělující historický střed města s hradem od místní části Hradiště. Bezprostředně pod hrází znojemské přehrady se vlévá do řeky Dyje.
Jeho pravý břeh na nejspodnějším úseku je součástí NP Podyjí. Na horním toku se na něm nacházejí rybníčky Nový Bezkov a Skalka. Mezi Citonicemi a osadou Cínová hora podél něj vede železnice (trať 241).
Gránické údolí je významnou znojemskou rekreační a přírodně cennou oblastí, protkanou turistickými a naučnými stezkami.